# Comitê dos Cinco

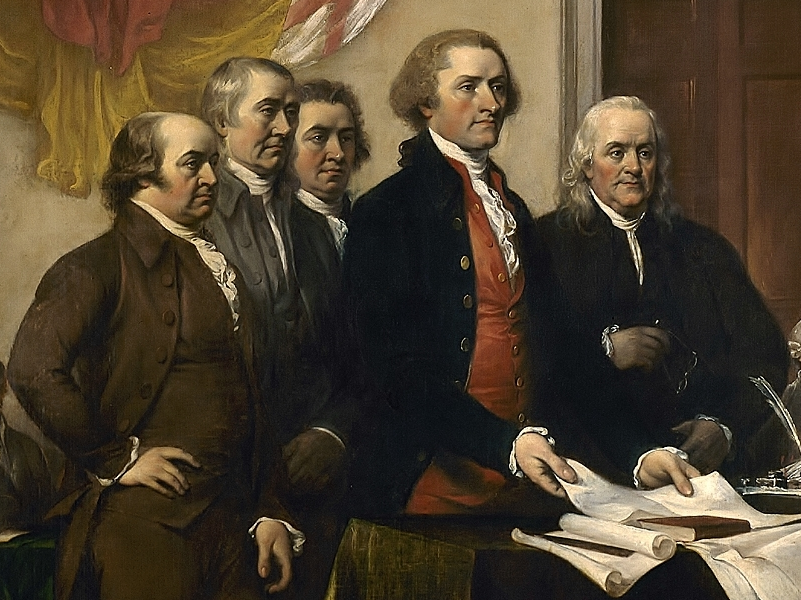
O Comitê dos Cinco apresenta seu trabalho, junho de 1776, detalhe da pintura de John Trumbull de 1819, Declaração de Independência

O Comitê dos Cinco do Segundo Congresso Continental foi um grupo de cinco membros que redigiu e apresentou ao Congresso o que se tornaria a Declaração de Independência dos Estados Unidos de 4 de julho de 1776. Este comitê de declaração funcionou de 11 de junho de 1776 até 5 de julho de 1776, o dia em que a Declaração foi publicada.
O Comitê era composto por John Adams, Benjamin Franklin, Thomas Jefferson, Robert Livingston e Roger Sherman.

## O Comitê
Os membros deste grupo foram:
- John Adams, representante de Massachusetts, que mais tarde se tornou o segundo presidente.[2]
- Thomas Jefferson, representante da Virgínia, que mais tarde se tornou o terceiro presidente.[3]
- Benjamin Franklin, representante da Pensilvânia, conhecido como um dos intelectuais mais famosos dos Pais Fundadores, cujos escritos acadêmicos e publicações na imprensa tiveram uma influência muito significativa na Revolução Americana, a única pessoa a assinar a Declaração de Independência, Tratado de Aliança com França, Tratado de Paris e Constituição dos EUA.
- Roger Sherman, representante de Connecticut, a única pessoa a assinar todos os quatro documentos estaduais dos EUA: a Associação Continental, a Declaração, os Artigos da Confederação e a Constituição.[4]
- Robert Livingston, representante de Nova York, que mais tarde serviu como o primeiro secretário de Relações Exteriores dos Estados Unidos, administrou o juramento presidencial na primeira posse de George Washington e negociou a compra da Louisiana como ministro da França.[5]